# 博納德爾蘭喬斯 (加利福尼亞州)
博納德爾蘭喬斯（英語：Bonadelle Ranchos）是位於美國加利福尼亞州馬德拉縣的一個非建制地區。該地的面積和人口皆未知。

## 地理
博納德爾蘭喬斯的座標為36°58′00″N 119°53′39″W / 36.96667°N 119.89417°W，而該地的平均海拔高度為103米（即338英尺）。